# Zwerg-Alant
Der Zwerg-Alant (Inula acaulis) ist eine Pflanzenart aus der Gattung der Alante (Inula) in der Familie der Korbblütler (Asteraceae). Die Heimat des Zwerg-Alants ist die östliche Türkei und das westliche Transkaukasien. Er wird als Zierpflanze besonders im Steingarten kultiviert.

## Beschreibung
Der Zwerg-Alant wächst als ausdauernde krautige Pflanze mit einem Rhizom als Speicherorgan. Die blühenden Stängel erreichen Wuchshöhen von meist 2 bis 5 Zentimeter, manchmal auch bis zu 20 Zentimetern; sie sind unverzweigt, oft purpurn überlaufen und sind von weißen, ausgebreiteten, zottigen Haaren bedeckt.
Der Wuchs ist kompakt rosettenbildend. Die Grundblätter sind gestielt. Sie variieren in der Länge zwischen 3 und 6 Zentimeter, in der Breite zwischen 0,6 und 1,5 Zentimeter. Die Blattspreite besitzt eine verkehrtlanzettliche bis spatelige Form. Bis auf den ganzrandigen, bewimperten Blattrand ist sie unbehaart.
Die Blüten sind in Körben zusammengefasst. Die Körbe stehen gewöhnlich einzeln, selten auch zu zweit. Ihr Durchmesser beträgt 3,5 bis 4 Zentimeter. Die Hülle ist 1,5 bis 2,5 cm breit. Die anliegenden Hüllblätter sind in mehreren Reihen angeordnet. Die äußeren Hüllblätter sind blattähnlich, 6 bis 9 mm lang, länglich, stumpf und am Rand kahl bis rauhaarig. Die inneren Hüllblätter sind 1 bis 1,3 cm lang, lanzettlich, zugespitzt, häutig und meist purpurn überlaufen. 
Die 20 bis 35 Strahlenblüten – vergrößerte, am Rand des Köpfchens befindliche Zungenblüten – zeigen eine gelbe Färbung, die Zungen messen (6 bis) 10 bis 15 mm. Die Scheibenblüten – radiärsymmetrische Röhrenblüten, die sich in der Mitte des Kopfes befinden – sind braun gefärbt und messen 6 bis 8 mm. Die Strahlenblüten sind in etwa doppelt so lang wie die Hülle (Kopf ohne Strahlenblüten gemessen). Die Staubbeutel sind am Grund geschwänzt. Die Achänen sind 2 bis 3 mm lang und besitzen eine angedrückt-flaumige Behaarung. Der 6 bis 8 mm lange, weißliche Pappus besteht aus etwa 35 etwa gleich langen, rauen, am Grund etwas verwachsenen Borsten.
Die Blütezeit erstreckt sich von Juli bis August, in mitteleuropäischen Gärten von Juni bis Juli.

## Verbreitung und Standort
Der Zwerg-Alant ist in der Osthälfte Anatoliens sowie im westlichen Transkaukasien in Georgien, Armenien und in der aserbaidschanischen Enklave Nachitschewan beheimatet.
Er besiedelt dort hauptsächlich feuchte Felsen und Berghänge mit Quellen. An seinen Wuchsorten ist er in Höhenlagen von 1350 bis 3600 Meter zu finden.

## Systematik
Der Name Inula acaulis wurde erstmals von Heinrich Wilhelm Schott und Theodor Kotschy 1860 als nomen nudum, also ohne Beschreibung und daher ungültig, veröffentlicht. Eine gültige Erstbeschreibung geschah erst 1875 durch Pierre Edmond Boissier. Das Artepitheton acaulis bedeutet stängellos.
Der Zwerg-Alant lässt sich in zwei Varietäten unterteilen:
- Inula acaulis Boiss. var. acaulis: Die Stängel werden nur bis 5 cm hoch, die Köpfchen sind dadurch fast grundständig. Die Grundblätter sind in dichten Rosetten zusammengefasst. Stängelblätter fehlen.[1]
- Inula acaulis var. caulescens Nábělek (Syn. Inula hakkiarica Nábělek): Die Stängel werden 6 bis 20 cm hoch. Die Grundblattrosetten sind wenig entwickelt. Stängelblätter sind vorhanden, nach oben hin kleiner werdend.[1]

## Nutzung
Als Zierpflanze in Steingärten gilt er gut geeignet. Er bevorzugt sonnige und feuchte Standorte, die durchlässig und frisch sind. Die Böden sollten pH-neutral sein. Der Zwerg-Alant gilt als frosthart. Ein Winterschutz wird dennoch empfohlen. Die Vermehrung erfolgt über Aussaat und Teilung.